# Sauber
Sauber, od 2024 Stake F1 Team Kick Sauber – szwajcarski zespół wyścigowy stworzony przez Petera Saubera, który rywalizował w Formule 1 w latach 1993–2005, 2010–2018 i od sezonu 2024. Jego siedziba mieści się w Hinwil, Szwajcarii.
W sezonach 2006–2009 zespół startował jako BMW Sauber, a w latach 2019–2023 jako Alfa Romeo Racing – w ramach współpracy odpowiednio z BMW i Alfa Romeo. Sauber powrócił na sezon 2024 pod nazwą Stake F1 Team Kick Sauber.

## Historia

### Początki
Zespół został założony w 1970 roku w Hinwil, Szwajcarii. Pierwszym samochodem stworzonym przez firmę do wyścigów górskich był C1 ("C" pochodzi od imienia żony Petera, Christine). W tym samym roku Peter został Mistrzem Szwajcarii w swoim własnym samochodzie. Gdy w 1971 r. urodził się jego pierwszy syn postanowił zrezygnować z kariery. W latach 1977–1978 zespół wystawił samochód C5 w wyścigu 24h LeMans, wycofał się z obu będąc na prowadzeniu.

### Pierwsze sukcesy
Pierwsze większe sukcesy zespołu zapoczątkowane zostały wraz z rozpoczęciem współpracy z firmą Mercedes-Benz w 1988 r. Już w 1989 r. Sauber-Mercedes odniósł podwójne zwycięstwo w wyścigu 24h LeMans. W latach 1989–1990 zdobyli razem tytuły w klasyfikacji kierowców i konstruktorów Mistrzostw Świata Samochodów Sportowych w grupie C. W tym czasie dla Saubera jeździli tacy kierowcy jak Michael Schumacher, Heinz-Harald Frentzen i Karl Wendlinger.

### Początki w Formule 1

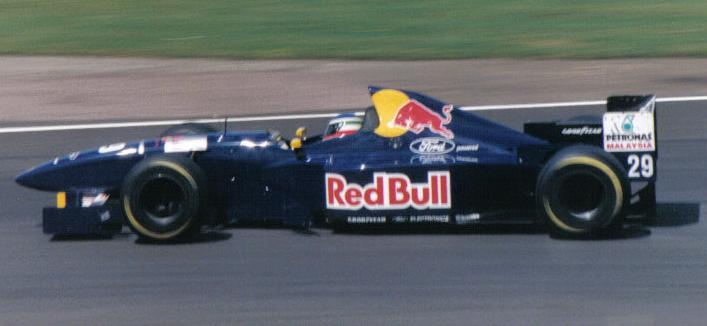
Jean-Christophe Boullion podczas Grand Prix Wielkiej Brytanii (1995)

Sauber wraz z Mercedesem już pod koniec lat osiemdziesiątych XX w. rozważał możliwość rozpoczęcia startów w Formule 1. Ostateczna decyzja została podjęta w 1991 r. W tym samym roku rozpoczęto budowę nowoczesnej fabryki w Hinwil i przygotowania do startów w Stuttgarcie. Wyglądało na to, że nic nie przeszkodzi Sauberowi w wejściu do Formuły 1, jednak w listopadzie 1991 roku Mercedes postanowił zakończyć swoje wsparcie dla sportów motorowych. Peter Sauber był bardzo rozczarowany tą decyzją. W dodatku fabryka była już w większym stopniu ukończona, zatrudniono także większą liczbę pracowników specjalnie na potrzeby Formuły 1. W styczniu 1992 r. podjęto decyzję o kontynuowaniu prac. Decyzja koncernu nie tylko zmniejszyła szansę na przetrwanie i rozmiary projektu, ale doprowadziła także do tego, że z zespołu odszedł projektant Harvey Postlethwaite.
Mimo wszystkich problemów z Mercedesem, zespół zgodnie z planem wystawiła dwa samochody C12 w Grand Prix Republiki Południowej Afryki, będącej inauguracyjnym wyścigiem sezonu 1993. Już na torze Kyalami JJ Lehto zajął piąte miejsce. Był to bez wątpienia ogromny sukces dla zespołu, tylko czterej debiutanci przed Sauberem zdobywali punkty w swoich pierwszych wyścigach. Ostatecznie sezon ukończyli na 7 miejscu w klasyfikacji z 12 punktami.
Poczynaniom Saubera bacznie przyglądał się Mercedes, który postanowił wesprzeć zespół w sezonie 1994.

### Współpraca z firmą Petronas

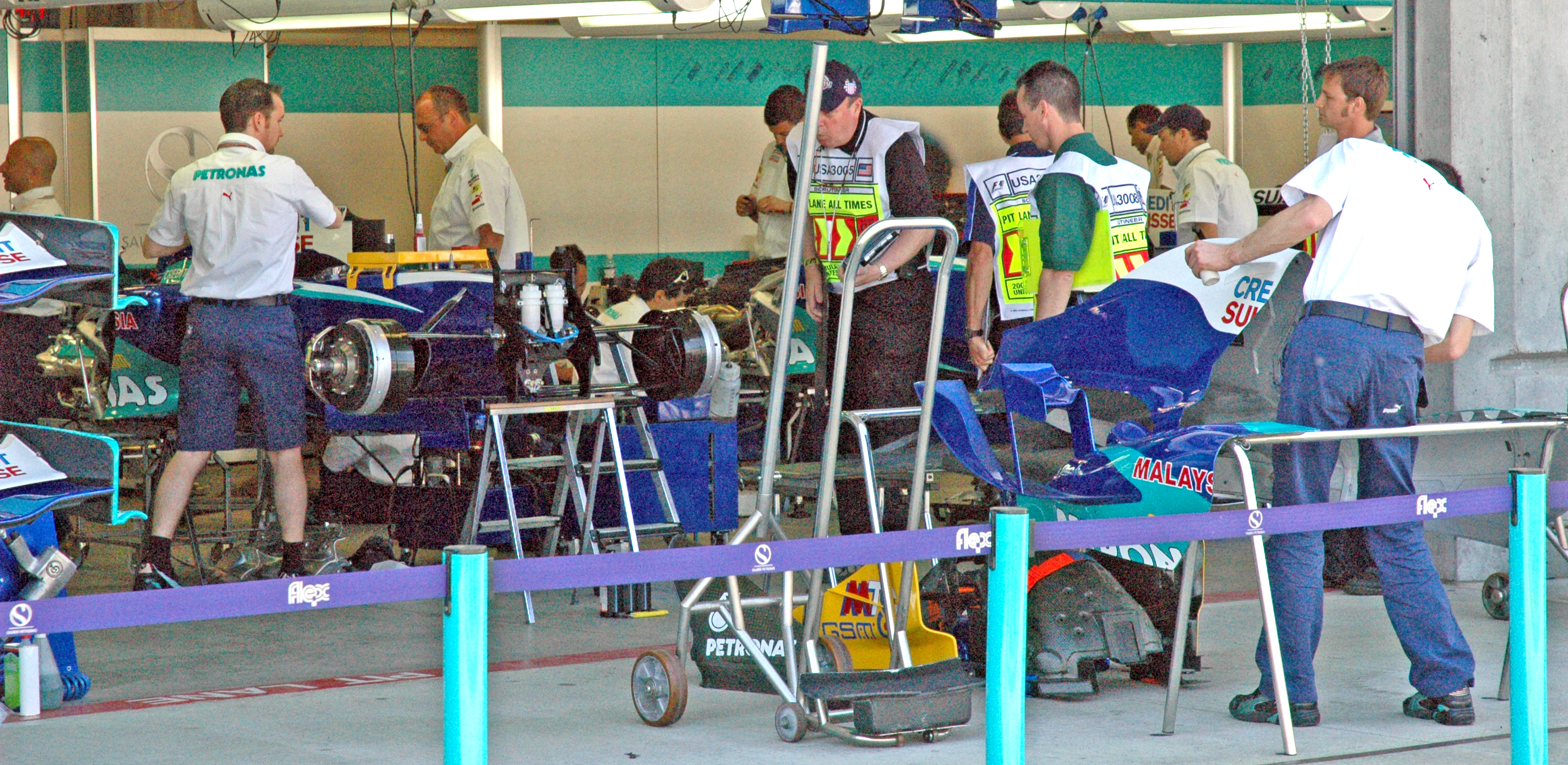
Mechanicy Saubera podczas Grand Prix Stanów Zjednoczonych (2005)

W 1995 roku podpisano porozumienie z Ferrari, na mocy którego firma Petronas począwszy od sezonu 1997, dostarczała zespołowi silniki i skrzynie biegów oparte na starszych typach jednostek, w które były wyposażone samochody zespołu Scuderia Ferrari. W tym samym czasie podpisano umowę sponsorską z firmą Red Bull.
W 2001 roku zespół podpisał umowę sponsorską z jednym z największych szwajcarskich banków – Credit Suisse, zakończono budowę nowoczesnego tunelu aerodynamicznego. Zespół zajął 4 pozycję w klasyfikacji konstruktorów. W fabryce w Hinwil znajduje się także superkomputer o nazwie Albert, który wspomaga projektowanie nadwozi.
Sporo emocji budziło podobieństwo konstrukcji Saubera do samochodów Ferrari (zgodnie z aktualnymi przepisami Fédération Internationale de l’Automobile każdy zespół musi budować własne konstrukcje), jednak nigdy nie podjęto żadnych formalnych działań w tej sprawie.
Stopniowo powiązania zespołu z Ferrari słabły. Pod koniec sezonu 2004 Sauber przyłączył się do GPWC, później zdecydował o zmianie dostawcy opon na Michelin (obecnie wszystkie zespoły korzystają z opon Pirelli, który ma wyłączność na dostawy opon w Formule 1 od 2011 roku). Na początku sezonu 2005 pojawiły się plotki o możliwości zmiany dostawcy silników na BMW w sezonie 2006, a Ferrari podpisało kontrakt na dostarczanie silników zespołowi Red Bull Racing, także od sezonu 2006.

### BMW Sauber (2006−2010)

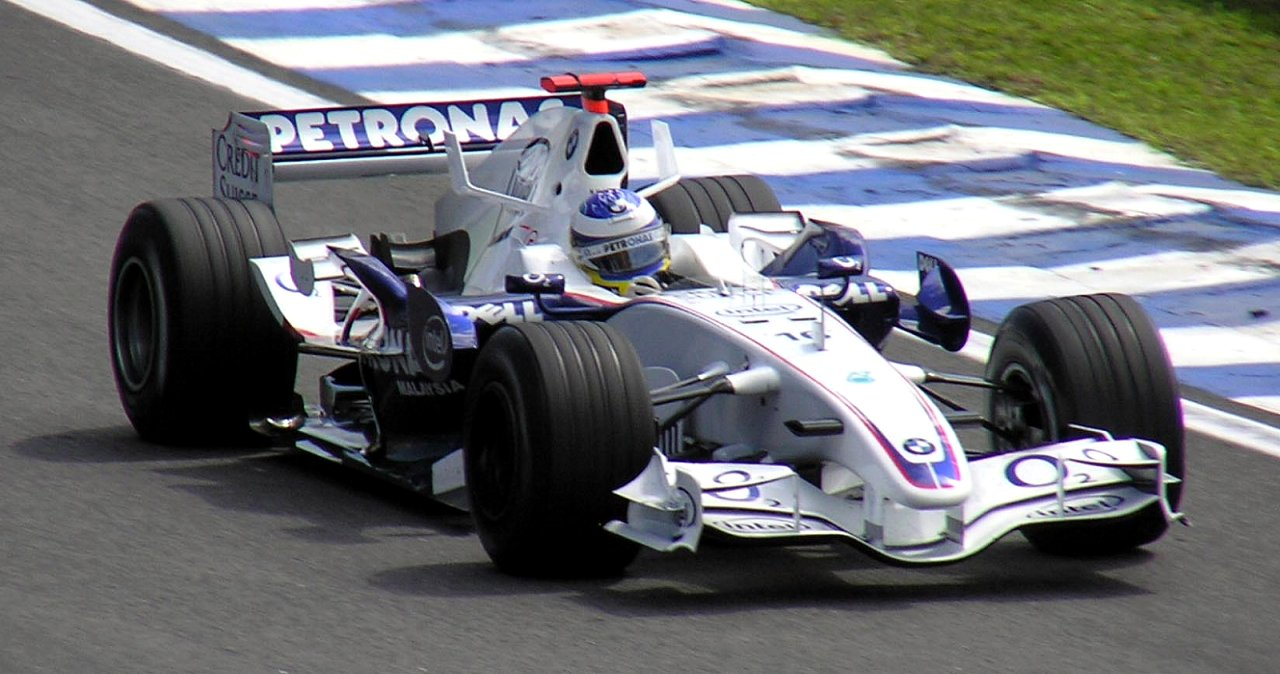
Nick Heidfeld podczas Grand Prix Brazylii (2006)

22 czerwca 2005 roku BMW ogłosiło kupno zespołu Saubera, kończąc tym samym długoletnią współpracę z Williamsem. Przed sprzedażą zespół był w 37% własnością Petera Saubera, a w 63% Credit Suisse. Docelowo w rękach bawarskiego koncernu znalazło się około 80% akcji, które stopniowo sprzedawane były przez szwajcarski bank, aż do ostatecznego wyprzedania pod koniec sezonu 2008. Peter Sauber zachował około 20% udziałów.
BMW sprzedało swoje udziały w zespole Peterowi Sauberowi z końcem 2009 roku. Po otrzymaniu miejsca w stawce kierowcami zostali Kamui Kobayashi i Pedro de la Rosa. Na 2010 rok zespół zachował jednak nazwę BMW Sauber, żeby nie stracić pieniędzy z praw do transmisji telewizyjnych z sezonu 2009 i z powodów ustaleń Concorde Agreement.

### Powrót do Formuły 1 (2011–2018)

#### 2011

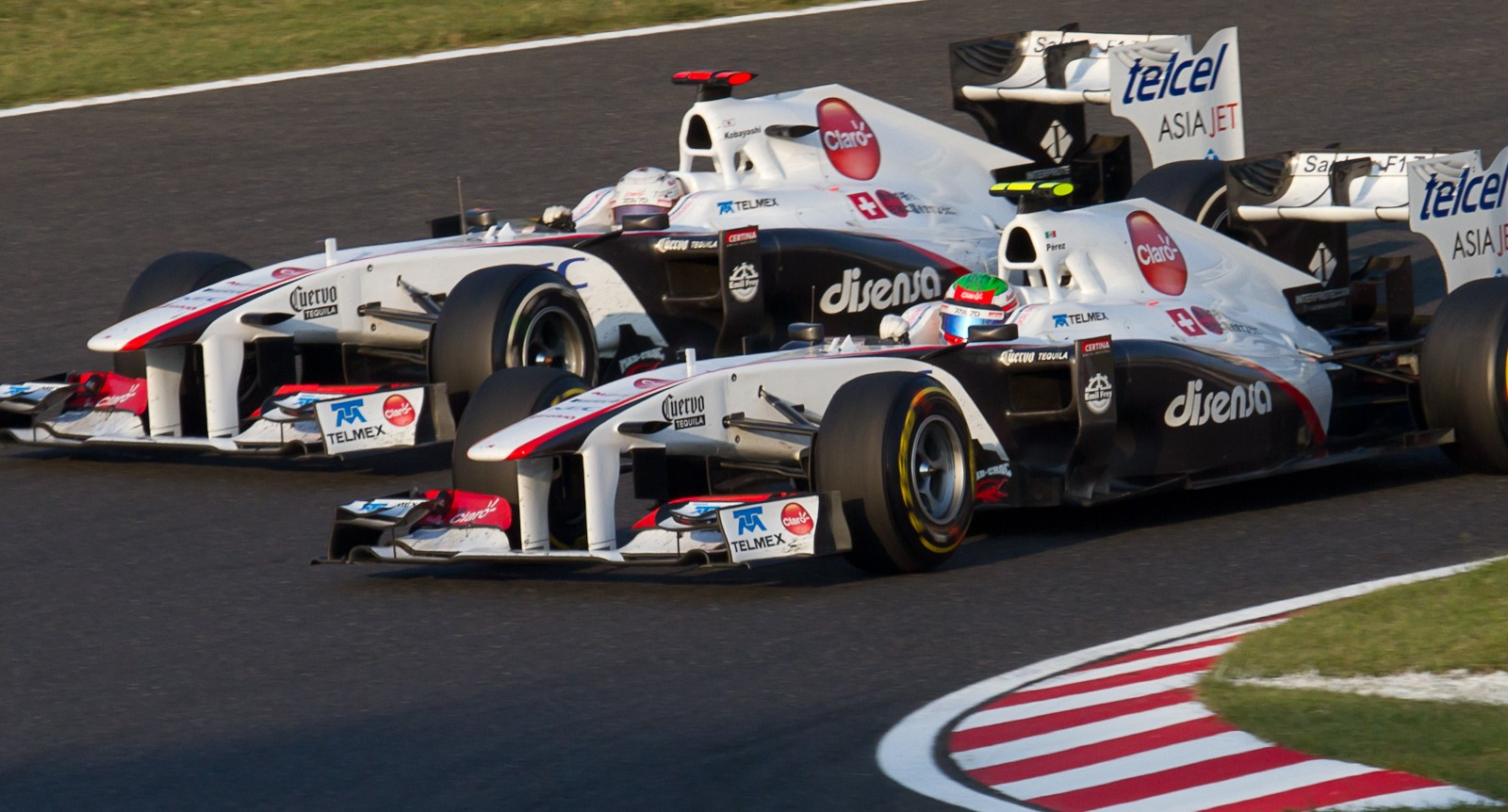
Kamui Kobayashi i Sergio Pérez podczas Grand Prix Japonii 2011

Zespół przedłużył umowę z Kamui Kobayashim na sezon 2011, natomiast drugim kierowcą został Sergio Pérez, wicemistrz Serii GP2 z 2010. Dzięki przyjściu Meksykanina do zespołu, głównym sponsorem Saubera została firma Telmex.
W inauguracyjnym wyścigu sezonu, Grand Prix Australii Meksykanin dojechał do mety na siódmej pozycji przed swoim kolegą zespołowym, jednak po wyścigu obaj kierowcy Saubera zostali zdyskwalifikowani z powodu naruszenia przepisów technicznych, związanych z elementami tylnego skrzydła. W trakcie trzeciej części sesji kwalifikacyjnej do Grand Prix Monako 2011 Pérez miał poważny wypadek, doznając jedynie wstrząsu mózgu i stłuczenia uda. Mimo otrzymania od FIA zgody na start w Kanadzie, Meksykanin po pierwszym treningu nie czuł się dobrze i zespół zdecydował, że na resztę weekendu zastąpi go Pedro de la Rosa.
Kierowcy Saubera w dwunastu wyścigach punktowali, a najlepszy start zanotował Kamui Kobayashi w Monako zajmując piąte miejsce. Podobnie jak w poprzednim sezonie zdobyli 44 punkty, zajmując siódme miejsce w klasyfikacji konstruktorów.

#### 2012

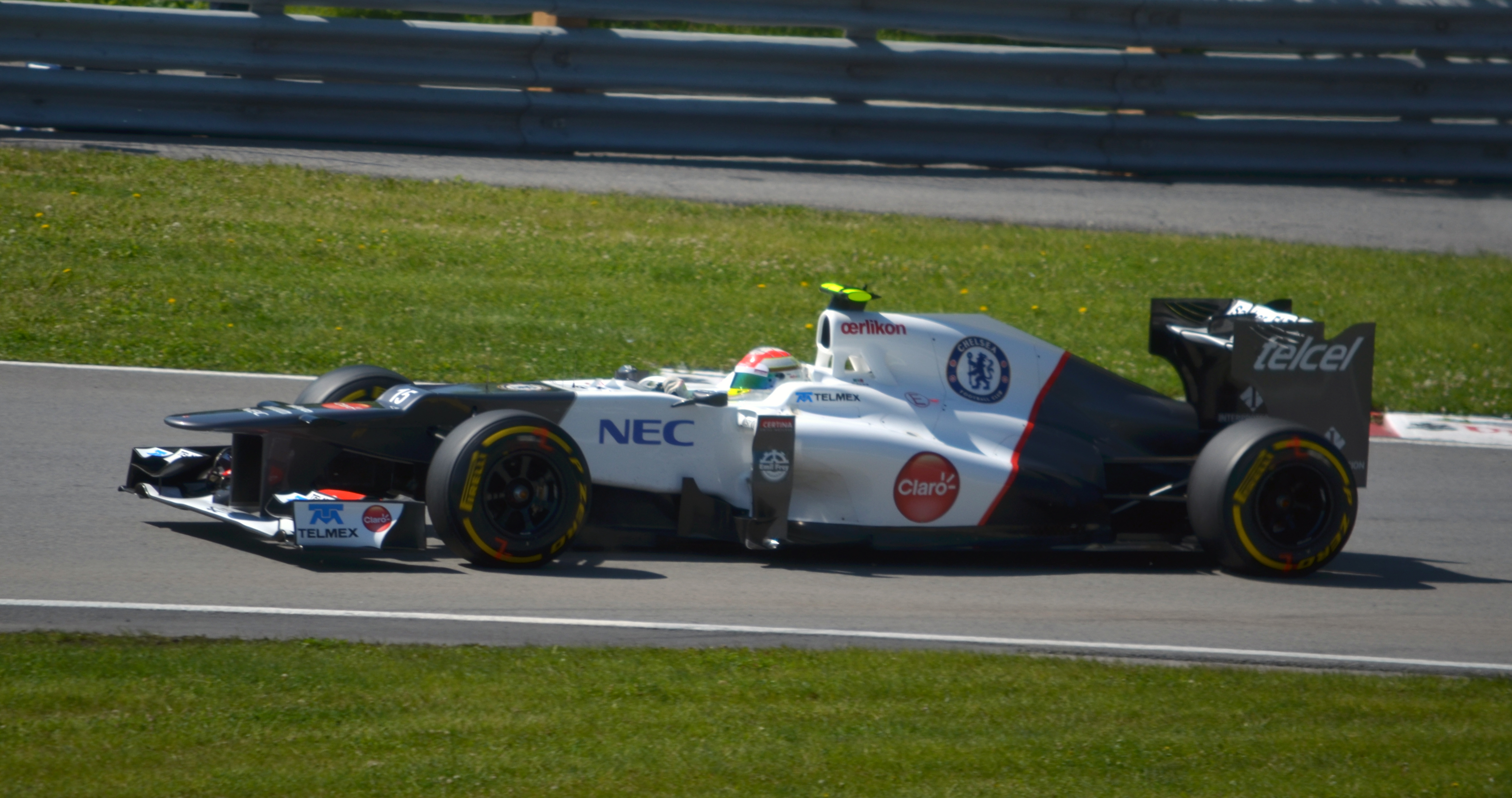
Sergio Pérez podczas trzeciego treningu do Grand Prix Kanady 2012

28 lipca 2011, Sauber ogłosił pozostawienie Péreza i Kobayashiego na sezon 2012. Przed rozpoczęciem sezonu, z ekipy odszedł dyrektor techniczny James Key.
W trakcie sezonu świetne wyniki osiągał Pérez, zajmując drugie miejsce w Grand Prix Malezji i Grand Prix Włoch i stając na najniższym stopniu podium w Grand Prix Kanady 2012. Pierwszego (i jedynego) podium doczekał się także Kobayashi, zajmując trzecie miejsce w swojej domowej rundzie, stając się pierwszym japońskim kierowcą od Grand Prix Stanów Zjednoczonych 2004, który zdobył podium, i pierwszym Japończykiem od 1990, który zajął miejsce w pierwszej trójce na swojej ziemi. Szwajcarska ekipa pozyskała od Grand Prix Hiszpanii także sponsoring Chelsea F.C., późniejszego zwycięzcy Ligi Mistrzów UEFA.
Sauber zakończył sezon 2012 na przyzwoitej szóstej pozycji, zdobywając 126 punktów. Przed wyścigiem w Korei Południowej, Peter Sauber ogłosił, że Monisha Kaltenborn obejmie funkcję szefa zespołu, a on sam wejdzie do rady nadzorczej zespołu.

#### 2013

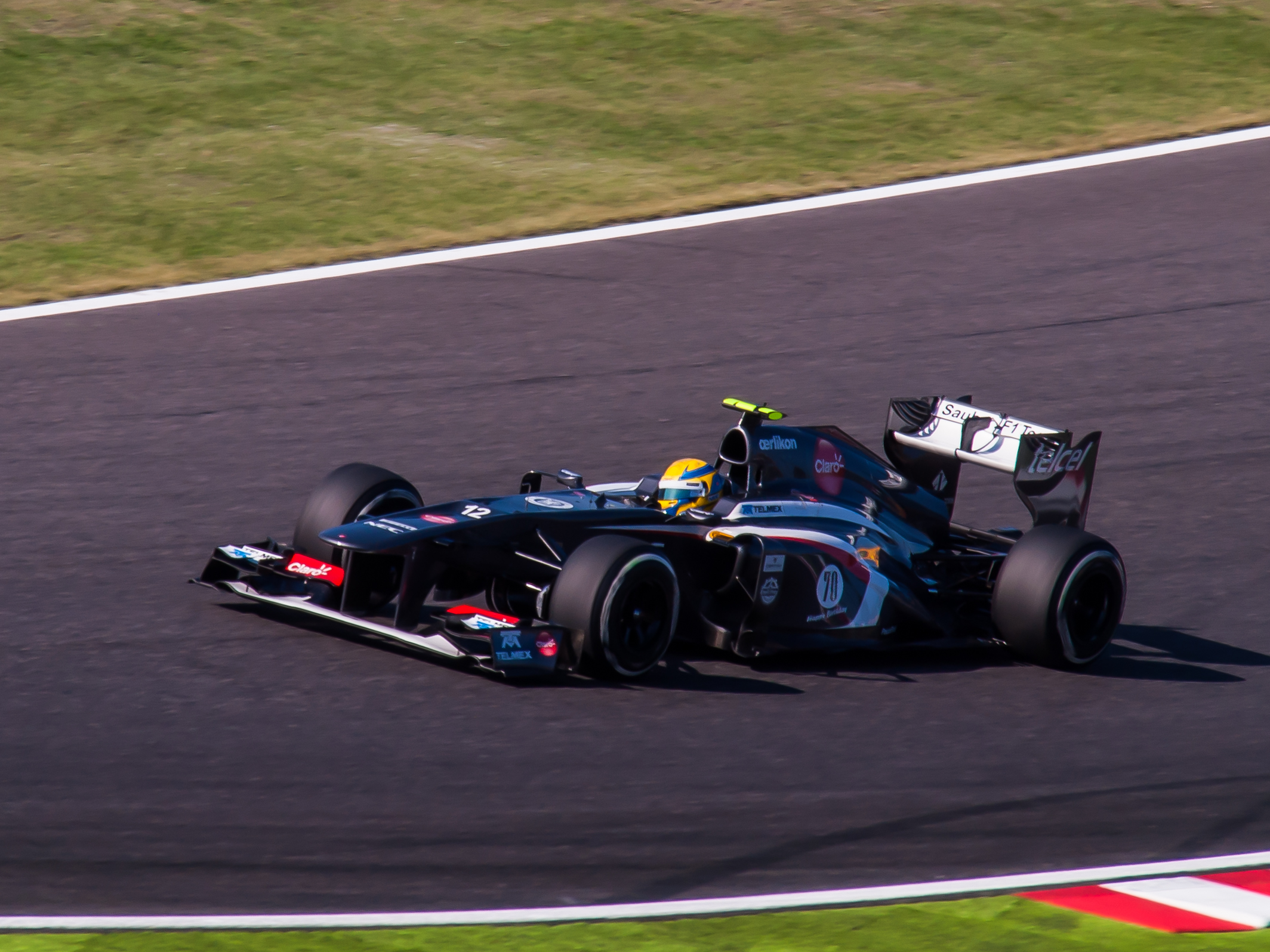
Esteban Gutiérrez podczas Grand Prix Japonii 2013

Po zakończeniu sezonu 2012, Sergio Pérez odszedł do McLarena, natomiast zespół nie przedłużył kontraktu z Kamui Kobayashim. Nowymi reprezentantami Saubera zostali Nico Hülkenberg i Esteban Gutiérrez, a nowym kierowcą testowym został Robin Frijns.
Samochód na początku był niekonkurencyjny, a do Grand Prix Węgier jedynym punktującym był Niemiec, który do rundy na Hungaroringu zdobył zaledwie siedem punktów. Po letniej przerwie, Hülkenberg zaskoczył zajmując trzecie miejsce w kwalifikacjach do Grand Prix Włoch, zapewniając najlepszy wynik dla zespołu, dojeżdżając do mety w Korei Południowej na czwartej pozycji. W Japonii, kierowcy Saubera po raz pierwszy (i jedyny) w sezonie znaleźli się w pierwszej dziesiątce – Hülkenberg był szósty, a Gutiérrez siódmy.
Kierowcy szwajcarskiej ekipy w całym sezonie uzbierali 57 punktów, co dało zespołowi siódme miejsce w klasyfikacji konstruktorów.

#### 2014

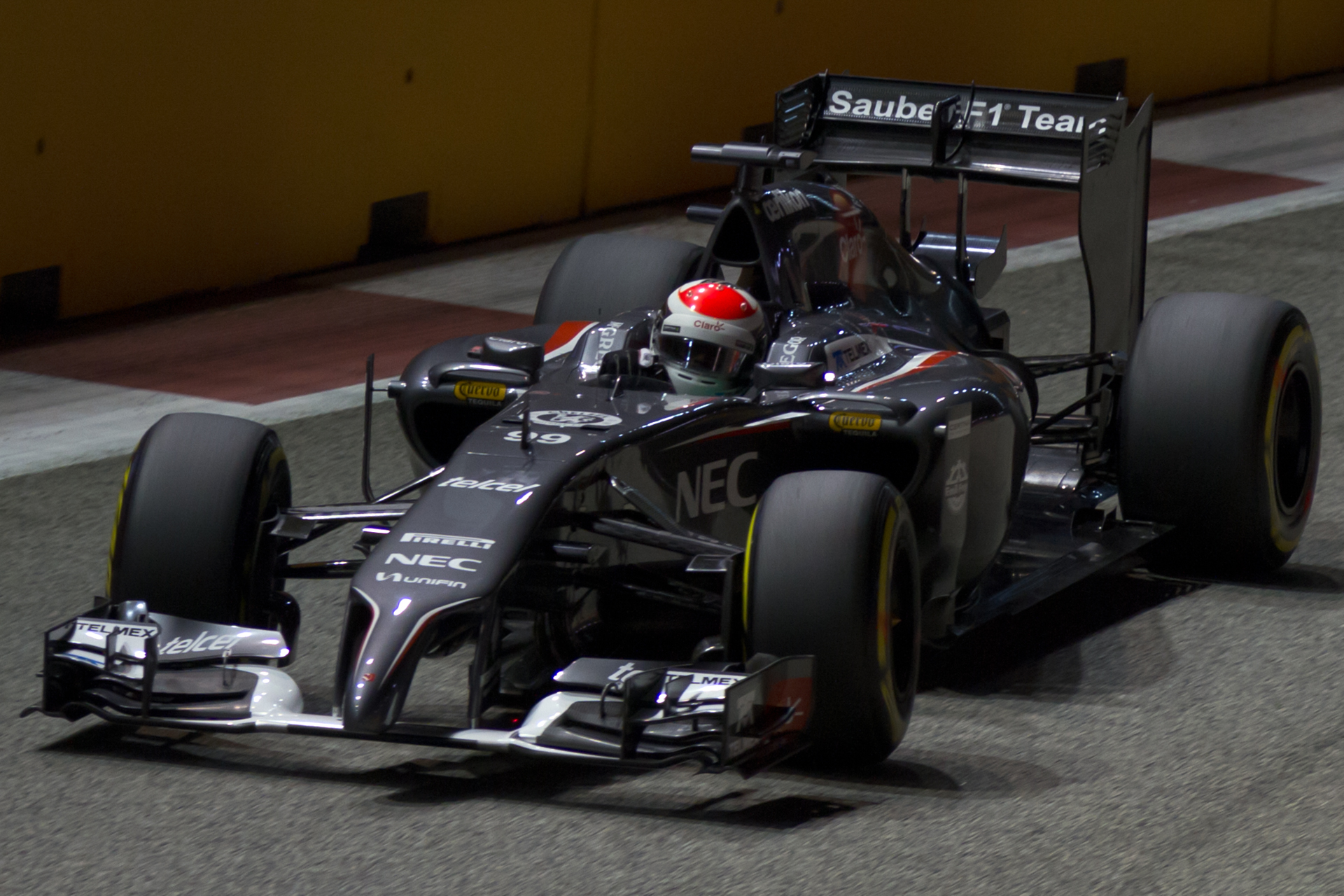
Adrian Sutil podczas drugiego treningu do Grand Prix Singapuru 2014

W grudniu 2013, Sauber postanowił, że reprezentantami zespołu na sezon 2014 będą Esteban Gutiérrez i Adrian Sutil. Kierowcami testowymi zostali Siergiej Sirotkin i Giedo van der Garde, który otrzymał możliwość jazdy w kilku piątkowych treningach.
Zespół napotykał problemy, częściej odpadając w pierwszych części sesji kwalifikacyjnych. Zespół po raz pierwszy nie zdobył ani jednego punktu – bliżej celu był Sutil, który kończył wyścigi w Australii i na Węgrzech na jedenastej pozycji.

#### 2015

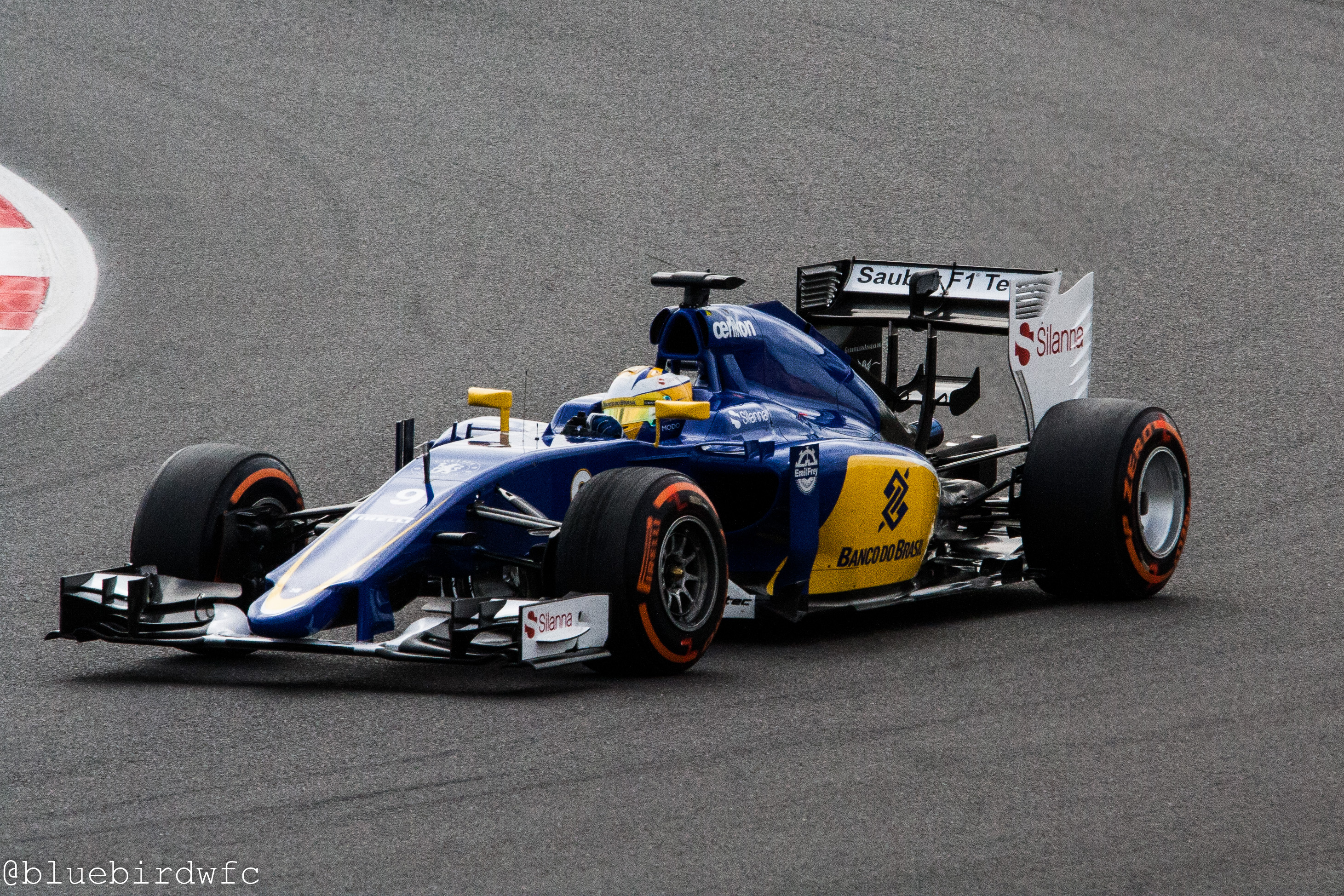
Marcus Ericsson podczas Grand Prix Wielkiej Brytanii 2015

Na początku listopada 2014, zespół podpisał kontrakty z Marcusem Ericssonem, reprezentującym do tej pory Caterhama i Felipe Nasrem, dotychczasowym kierowcą rezerwowym Williamsa. Zatrudnienie Brazylijczyka umożliwiło współpracę Saubera z Banco do Brasil. Kierowcą testowym i rezerwowym został mianowany Raffaele Marciello. 1 lipca 2015, Sauber ogłosił Marka Smitha jako nowego dyrektora technicznego.
W całym sezonie szwajcarski zespół wykazał mocną poprawę, w której kierowcy punktowali w dziewięciu wyścigach – najlepszy start zanotował Nasr, kończąc Grand Prix Australii na piątej pozycji. W klasyfikacji konstruktorów Sauber został sklasyfikowany na ósmym miejscu z 36 punktami, wyprzedzając McLarena i Marussię.

##### Spór kontraktowy z kierowcami
Przed rozpoczęciem sezonu 2015, Sauber zaangażował się w działania prawne wszczęte przez Giedo van der Garde, pełniącego rolę kierowcy rezerwowego na sezon 2014. Najpierw sprawa trafiła do Szwajcarskiej Izby Arbitrażowej, która orzekła na korzyść niderlandzkiego kierowcy. Następnie Holender złożył pozew do sądu stanowego Wiktorii – australijski sąd nakazał ekipie przekazanie van der Garde miejsca w zespole na cały sezon 2015. Szwajcarski zespół złożył apelację – prawnicy Saubera wykazali, że:
- Holender nie posiada ważnej superlicencji, uprawniającej do startów[44];
- Samochód Sauber C34 został dopasowany do Marcusa Ericssona i Felipe Nasra i nie ma dopasowanego siedzenia dla Giedo van der Garde[44];
- Komisja FIA ds. sporów kontraktowych otrzymała list od Monishy Kaltenborn z 4 marca, w którym szefowa Saubera poinformowała, że umowa z niderlandzkim kierowcą została rozwiązana 6 lutego 2015[44];
- Giedo van der Garde naruszył klauzulę poufności umowy[44]

Australijski sąd postanowił odrzucić apelację Saubera, ponieważ nie dopatrzono się błędów ze strony sędziego, który orzekł na korzyść Holendra, a ponadto sąd odrzucił argumenty zespołu, że brak testów C34 u van der Garde spowodowałby ryzyko związane z poziomem bezpieczeństwa. Ze względu na potencjalne zajęcie majątku przez sąd, Sauber nie uczestniczył w pierwszej sesji treningowej na torze Albert Park. Ostatecznie niderlandzki kierowca zrezygnował z prawa do startu w Australii, a po kilku dniach zespół i Holender zawarli ugodę, dzięki której rozwiązano umowę z kierowcą, a van der Garde otrzymał odszkodowanie w wysokości 16 milionów dolarów.
Kilka dni później ujawniono, że z zespołem również procedował się Adrian Sutil, ponieważ miał on również ważny kontrakt z zespołem na sezon 2015

#### 2016

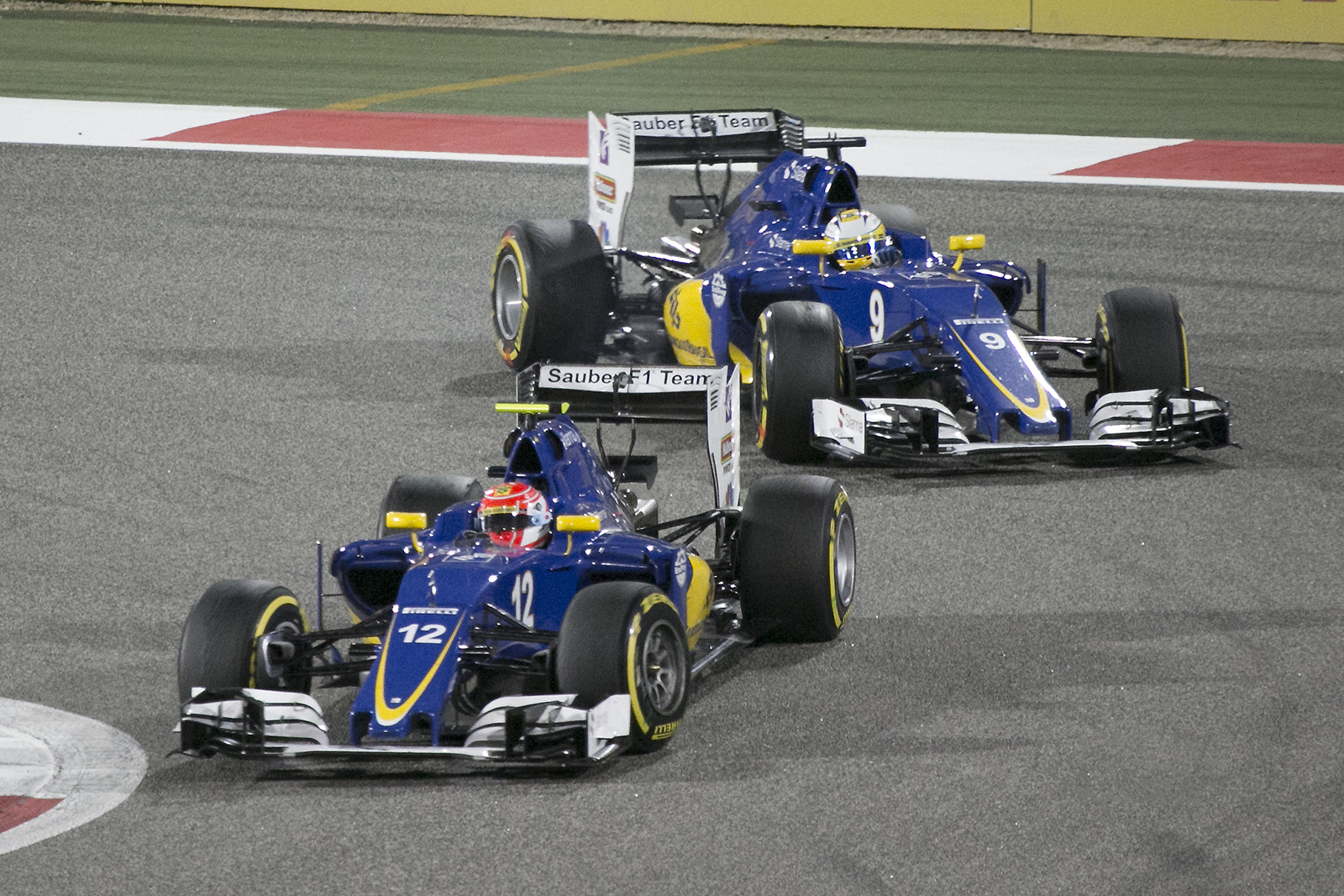
Felipe Nasr i Marcus Ericsson podczas Grand Prix Bahrajnu 2016

23 lipca 2015, Sauber poinformował o zachowaniu Ericssona i Nasra na sezon 2016. Zarówno przed, jak i w trakcie sezonu zespół miał kłopoty finansowe, przez co pracownicy nie otrzymywali wynagrodzenia m.in. za luty i marzec. Zespół uporał się z problemami finansowymi pod koniec czerwca. 20 lipca 2016 ogłoszono, że nowym właścicielem zespołu została spółka Longbow Finance SA. W ramach porozumienia Kaltenborn pozostała szefem zespołu, a Peter Sauber odszedł z zarządu i został zastąpiony przez Pascala Picciego, nie mając już formalnego związku z ekipą.
W porównaniu z 2015 rokiem zespół zaliczył duży spadek, a Felipe Nasr zapewnił zespołowi jedyne punkty, zajmując dziewiąte miejsce w Grand Prix Brazylii. Dwa punkty dały zespołowi dziesiąte miejsce, wyprzedzając tylko Manora.

#### 2017

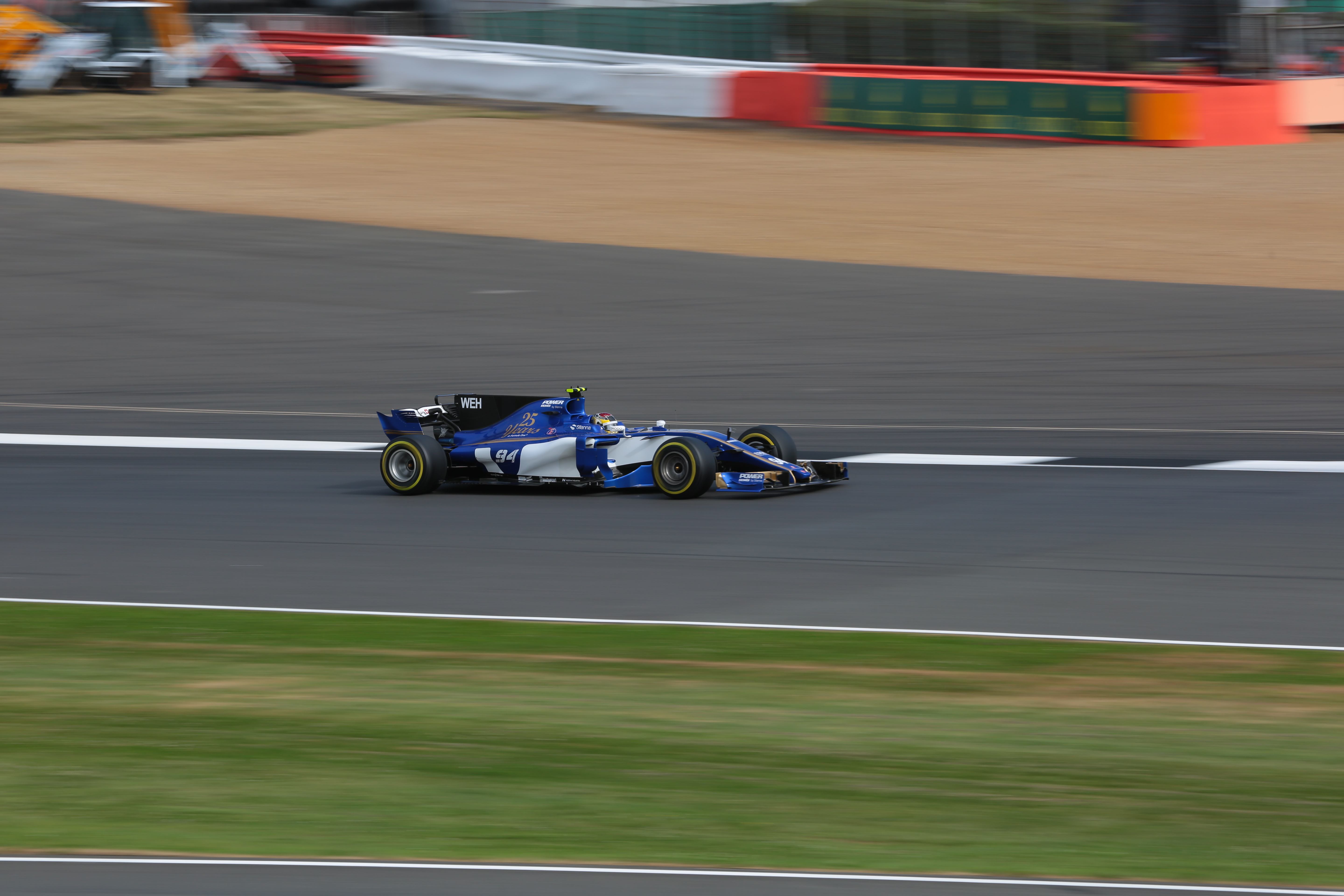
Pascal Wehrlein podczas Grand Prix Wielkiej Brytanii 2017

21 listopada 2016 poinformowano, że Marcus Ericsson przedłużył umowę z zespołem na sezon 2017. W walce o drugi kokpit walczyli Felipe Nasr (który po sezonie 2016 stracił sponsoring Banco do Brasil), Rio Haryanto i Pascal Wehrlein, który ostatecznie został partnerem zespołowym szwedzkiego kierowcy. Po tym, jak Wehrlein doznał kontuzji podczas Race of Champions, w pierwszych testach przedsezonowych uczestniczył Antonio Giovinazzi, kierowca testowy Ferrari. Mimo otrzymania zgody na start w Grand Prix Australii, Pascal Wehrlein poinformował zespół, że ma obawy o przejechanie pełnego dystansu wyścigu, wobec czego Sauber postanowił, że Niemca na resztę weekendu zastąpi Giovinazzi. Włoch ponownie zastąpił Wehrleina podczas wyścigu w Chinach. Na sezon 2017, Sauber używał silnika Ferrari w specyfikacji z poprzedniego roku. W czerwcu 2017, właściciel zespołu poinformował o zwolnieniu Monishy Kaltenborn z funkcji szefa zespołu – jej miejsce zajął Frédéric Vasseur.
Jedyne punkty dla zespołu wywalczył Wehrlein, zajmując ósme miejsce w Hiszpanii i dziesiąte w Azerbejdżanie. Pięć punktów dało Sauberowi dziesiąte (i ostatnie) miejsce.

#### 2018

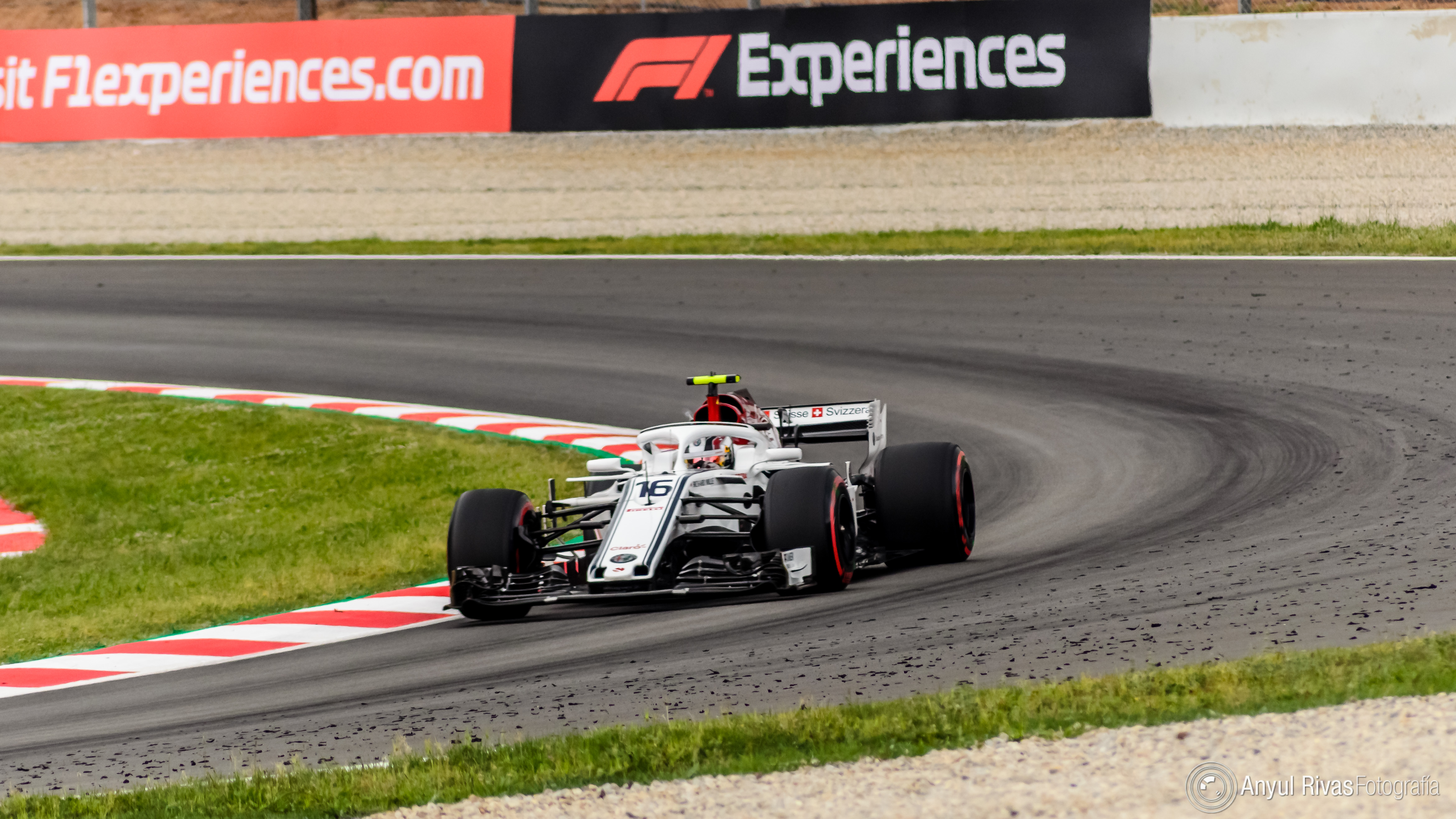
Charles Leclerc podczas Grand Prix Hiszpanii 2018

Pod koniec kwietnia 2017, Sauber ogłosił, że od sezonu 2018 samochody ekipy będą napędzane silnikami Hondy. Trzy miesiące później doszło do rozwiązania umowy, a 28 lipca ogłoszono zawarcie nowej umowy z Ferrari. 29 listopada 2017, zespół ogłosił rozpoczęcie współpracy z Alfą Romeo w kwestii komercyjnej i technologicznej, przez co zmieniono nazwę ekipy na Alfa Romeo Sauber F1 Team.
Kilka dni później poinformowano, że kierowcami Saubera na sezon 2018 zostali Marcus Ericsson i Charles Leclerc, mistrz Formuły 2 z 2017. Do roli kierowcy testowego awansowała Tatiana Calderón. Zespół poczynił progres, a kierowcy zespołu łącznie punktowali w czternastu wyścigach, a najlepszy rezultat zanotował Leclerc, zajmując szóste miejsce. W całym sezonie Sauber zdobył 48 punktów, co dało ekipie ósme miejsce, wyprzedzając Toro Rosso i Williamsa.
W trakcie sezonu, z zespołu odszedł Jörg Zander, a nowym dyrektorem technicznym został Simone Resta. W czerwcu ogłoszono, że nowym właścicielem zespołu zostało Islero Investments.

### Alfa Romeo Racing (2019–2023)

#### 2019

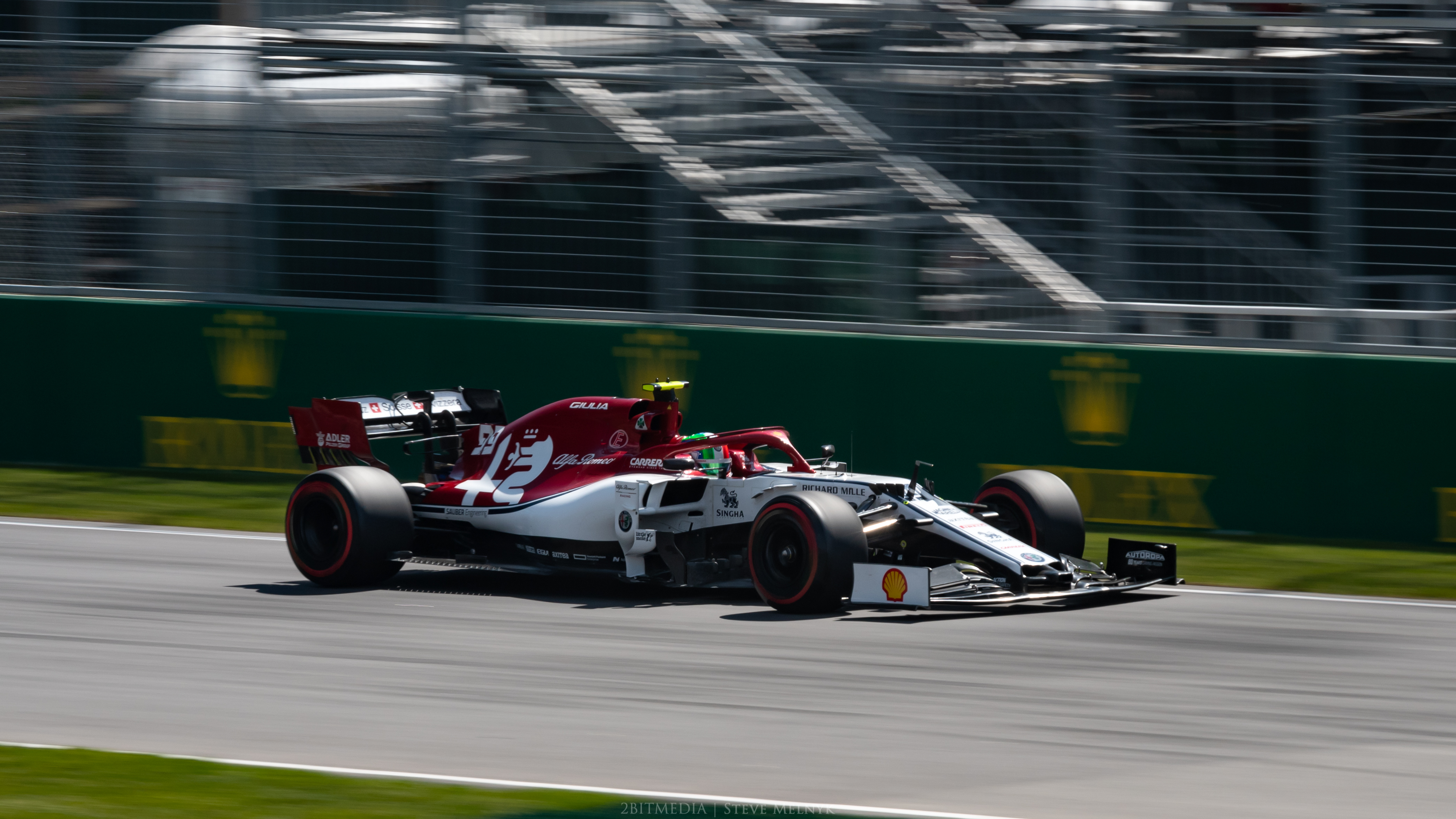
Antonio Giovinazzi podczas Grand Prix Kanady 2019

1 lutego 2019, Sauber ogłosił, że zespół od sezonu 2019 zespół będzie nosić nazwę Alfa Romeo Racing, zaś pozostała struktura właścicielska i szwajcarska licencja. Jeszcze przed zmianą nazwy, zespół zaangażował Kimiego Räikkönena i Antonio Giovinazziego jako kierowców wyścigowych ekipy. Marcus Ericsson pozostał w zespole, zostając trzecim kierowcą i ambasadorem Alfy Romeo. W trakcie sezonu zmieniono dyrektora technicznego – miejsce Simona Resty zajął Jan Monchaux.
Zespół zapunktował w jedenastu z 21 wyścigów sezonu 2019 – Räikkönen i Giovinazzi zanotowali najlepszy wynik w Grand Prix Brazylii, zajmując odpowiednio czwarte i piąte miejsce. Łącznie zespół zdobył 57 punktów, co przełożyło się na ósme miejsce, pokonując Haasa i Williamsa.

#### 2020

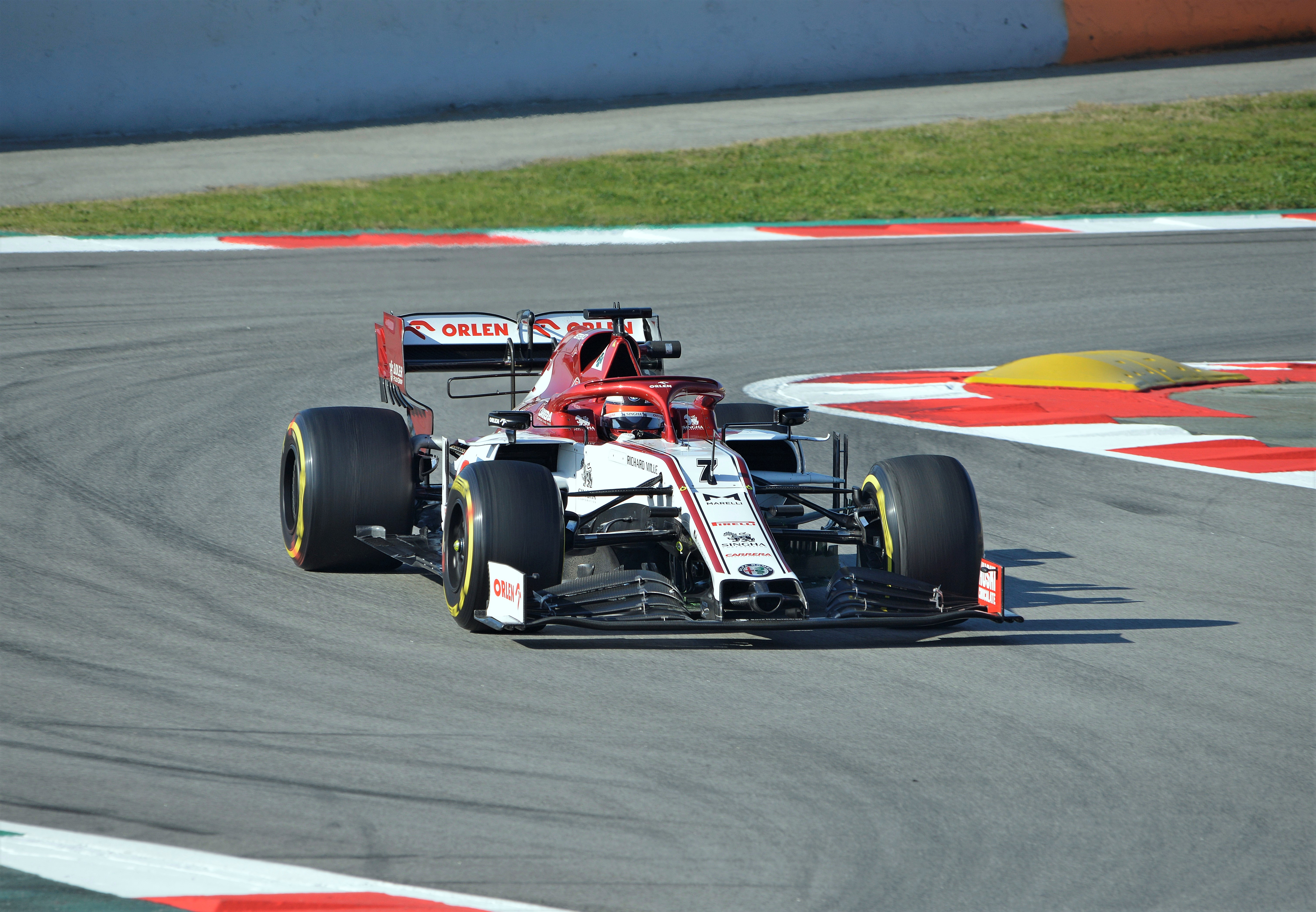
Kimi Räikkönen w czasie testów przed sezonem 2020 na torze Circuit de Barcelona-Catalunya

Kimi Räikkönen i Antonio Giovinazzi pozostali w zespole na sezon 2020. 1 stycznia 2020, zespół ogłosił podpisanie umowy z PKN Orlen, dzięki czemu polski koncern został sponsorem tytularnym ekipy, a Robert Kubica został nowym kierowcą rezerwowym Alfy Romeo Racing Orlen.
Zespół zaliczył regres, punktując tylko w czterech wyścigach – ekipa ponownie zajęła ósme miejsce, zdobywając zaledwie osiem punktów.

#### 2021
Zespół zachował dotychczasowy skład kierowców i Roberta Kubicę na stanowisku trzeciego kierowcy. Ponownie zespół rywalizował na końcu stawki, sześciokrotnie dojeżdżając na punktowanych pozycjach – najlepszy rezultat w sezonie zanotował Räikkönen, zajmując ósme miejsce w Rosji i Meksyku. Ze względu na pozytywny wynik na obecność koronawirusa u fińskiego kierowcy, w wyścigach o Grand Prix Holandii i Grand Prix Włoch jego miejsce zajął Robert Kubica.
Kierowcy Alfy Romeo zdołali zgromadzić trzynaście punktów, co dało zespołowi dziewiąte miejsce. W trakcie sezonu ujawniono, że Michael Andretti był zainteresowany przejęciem zespołu, jednak operacja ta zakończyła się niepowodzeniem przez brak porozumienia w kwestii struktury właścicielskiej.

#### 2022

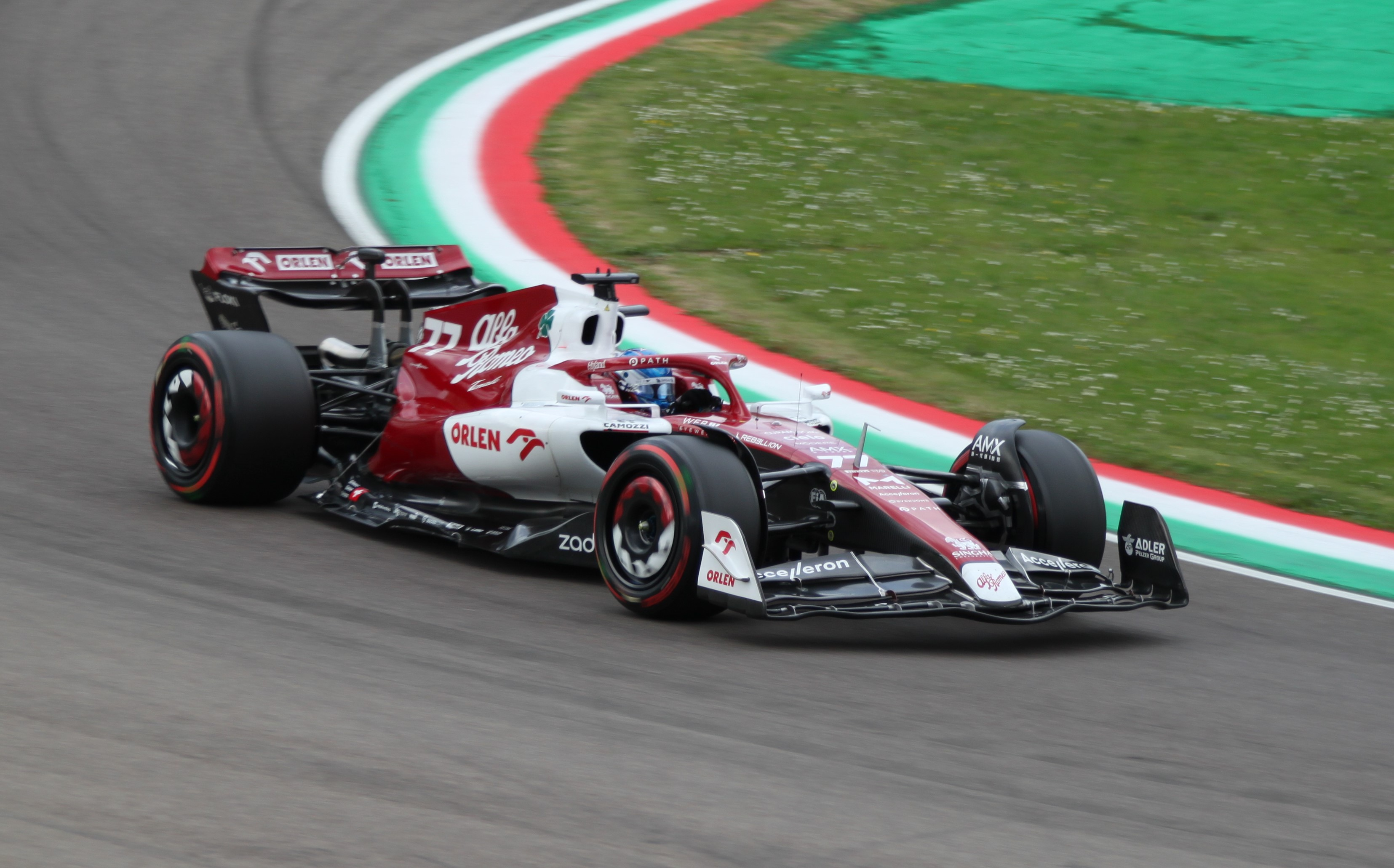
Valtteri Bottas podczas Grand Prix Emilii-Romanii 2022

1 września 2021, Kimi Räikkönen ogłosił zakończenie startów w Formule 1 z końcem sezonu. Jego miejsce zajął Valtteri Bottas, przechodzący z Mercedesa. 16 listopada zespół poinformował, że Zhou Guanyu zajmie miejsce Antonio Giovinazziego w ekipie, stając się pierwszym chińskim kierowcą wyścigowym w Formule 1. Orlen pozostał sponsorem tytularnym, a nazwa zespołu została zmodyfikowana na Alfa Romeo F1 Team Orlen.
Zespół zaczął ponownie być konkurencyjny, zdobywając punkty w dziesięciu wyścigach. Bottas zapewnił ekipie najlepszy start w Grand Prix Emilii-Romanii dojeżdżając na piątej pozycji. Alfa Romeo zakończyła sezon na szóstej pozycji z 55 punktami.

#### 2023
Przed sezonem 2023 nastąpiło wiele zmian – Frédéric Vasseur odszedł do Ferrari, a funkcję szefa zespołu zaczął pełnić Andreas Seidl, przechodzący z McLarena. Ponadto sponsorem tytularnym ekipy, w miejsce Orlenu, zostało kasyno internetowe Stake, przez co zespół zmienił nazwę na Alfa Romeo F1 Team Stake. Zespół także nawiązał współpracę sponsorską z platformą internetową Kick. Dzięki temu nazwa serwisu była używana w wyścigach, gdzie zakazana jest reklama hazardu i zakładów sportowych.
Ekipa zachowała Bottasa i Zhou na sezon 2023. Zespół ponownie zanotował spadek formy, punktując w sześciu wyścigach – Fin i Chińczyk zdobyli w sumie szesnaście punktów, co przełożyło się na dziewiąte miejsce w klasyfikacji konstruktorów.

### Stake F1 Team Kick Sauber (2024-2025)

#### 2024

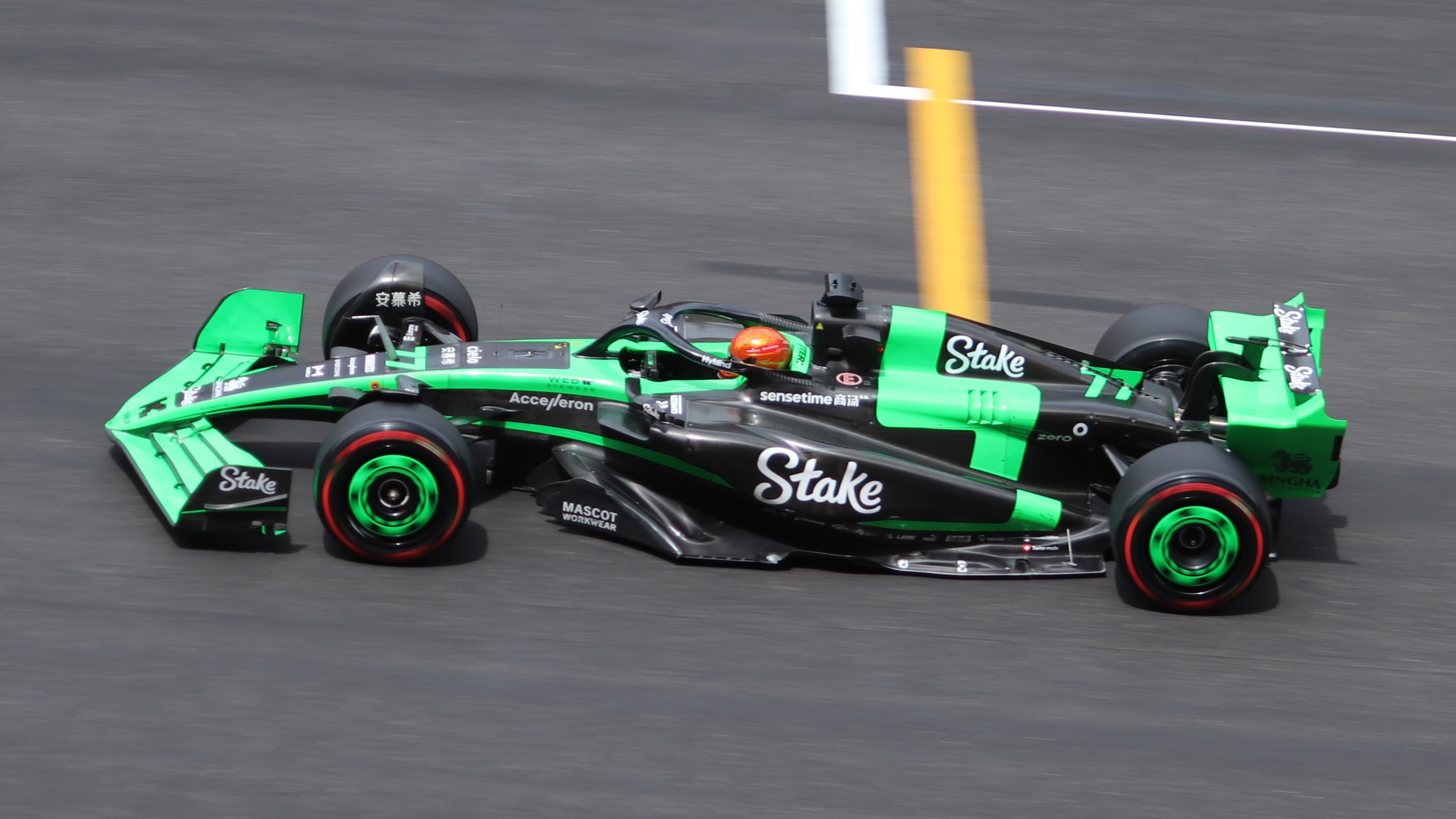
Valtteri Bottas podczas Grand Prix Chin 2024

Pod koniec sierpnia 2022, Alfa Romeo poinformowała, że z końcem sezonu 2023 wycofa swoje zaangażowanie w zespół. Dwa miesiące później ogłoszono, że Audi został partnerem strategicznym zespołu, by na sezon 2026 stać się fabrycznym zespołem. 15 grudnia 2023, zespół ogłosił, że w sezonie 2024 i 2025 będzie startować pod nazwą Stake F1 Team Kick Sauber, zaś platforma Kick została umieszczona w nazwie konstruktora. 1 stycznia 2024 ekipa ogłosiła, że w codziennych aktywnościach zespół będzie używać nazwy Stake F1 Team.
Sauber postanowił zachować Valtteriego Bottasa i Zhou Guanyu na sezon 2024 – kierowcą rezerwowym pozostał Théo Pourchaire. 31 stycznia 2024, zespół ogłosił, że Zane Maloney został drugim kierowcą rezerwowym zespołu. Przed wyścigiem o Grand Prix Arabii Saudyjskiej, Audi poinformowało o całkowitym nabyciu zespołu.

#### 2025
W trakcie sezonu 2024, zespół ogłosił podpisanie wieloletniego kontraktu z Nico Hülkenbergiem, dzięki czemu Niemiec będzie także reprezentować Audi na sezon 2026.

## Starty w Formule 1
Źródło: Wyprzedź Mnie!
| Sezon                                                                           | Nazwa                                  | Samochód | Silnik                   | Opony | Kierowcy                                                         | Punkty | Msc. |
| ------------------------------------------------------------------------------- | -------------------------------------- | -------- | ------------------------ | ----- | ---------------------------------------------------------------- | ------ | ---- |
| 1993                                                                            | Team Sauber Formula 1                  | C12      | Sauber 2175A 3.5 V10     | G     | Karl Wendlinger JJ Lehto                                         | 12     | 7    |
| 1994                                                                            | Broker Sauber Mercedes Sauber Mercedes | C13      | Mercedes 2175B 3.5 V10   | G     | Karl Wendlinger Heinz-Harald Frentzen Andrea de Cesaris JJ Lehto | 12     | 8    |
| 1995                                                                            | Red Bull Sauber Ford                   | C14      | Ford ECA Zetec-R 3.0 V8  | G     | Karl Wendlinger Heinz-Harald Frentzen Jean-Christophe Boullion   | 18     | 7    |
| 1996                                                                            | Red Bull Sauber Ford                   | C15      | Ford JD Zetec-R 3.0 V10  | G     | Johnny Herbert Heinz-Harald Frentzen                             | 11     | 7    |
| 1997                                                                            | Red Bull Sauber Petronas               | C16      | Petronas SPE-01 3.0 V10  | G     | Johnny Herbert Nicola Larini Gianni Morbidelli Norberto Fontana  | 16     | 7    |
| 1998                                                                            | Red Bull Sauber Petronas               | C17      | Petronas SPE-01D 3.0 V10 | G     | Jean Alesi Johnny Herbert                                        | 10     | 6    |
| 1999                                                                            | Red Bull Sauber Petronas               | C18      | Petronas SPE-03A 3.0 V10 | B     | Jean Alesi Pedro Diniz                                           | 5      | 8    |
| 2000                                                                            | Red Bull Sauber Petronas               | C19      | Petronas SPE-04A 3.0 V10 | B     | Mika Salo Pedro Diniz                                            | 6      | 8    |
| 2001                                                                            | Red Bull Sauber Petronas               | C20      | Petronas 01A 3.0 V10     | B     | Nick Heidfeld Kimi Räikkönen                                     | 21     | 4    |
| 2002                                                                            | Sauber Petronas                        | C21      | Petronas 02A 3.0 V10     | B     | Nick Heidfeld Felipe Massa Heinz-Harald Frentzen                 | 11     | 5    |
| 2003                                                                            | Sauber Petronas                        | C22      | Petronas 03A 3.0 V10     | B     | Nick Heidfeld Heinz-Harald Frentzen                              | 19     | 6    |
| 2004                                                                            | Sauber Petronas                        | C23      | Petronas 04A 3.0 V10     | B     | Giancarlo Fisichella Felipe Massa                                | 34     | 6    |
| 2005                                                                            | Sauber Petronas                        | C24      | Petronas 05A 3.0 V10     | M     | Jacques Villeneuve Felipe Massa                                  | 20     | 8    |
| W sezonach 2006–2010 zespół występował w Formule 1 pod nazwą BMW Sauber.        |                                        |          |                          |       |                                                                  |        |      |
| 2011                                                                            | Sauber F1 Team                         | C30      | Ferrari 056 2.4 V8       | P     | Kamui Kobayashi Sergio Pérez Pedro de la Rosa                    | 44     | 7    |
| 2012                                                                            | Sauber F1 Team                         | C31      | Ferrari 056 2.4 V8       | P     | Kamui Kobayashi Sergio Pérez                                     | 126    | 6    |
| 2013                                                                            | Sauber F1 Team                         | C32      | Ferrari 056 2.4 V8       | P     | Nico Hülkenberg Esteban Gutiérrez                                | 57     | 7    |
| 2014                                                                            | Sauber F1 Team                         | C33      | Ferrari 059/3 1.6 V6T    | P     | Esteban Gutiérrez Adrian Sutil                                   | 0      | 11   |
| 2015                                                                            | Sauber F1 Team                         | C34      | Ferrari 060 1.6 V6T      | P     | Marcus Ericsson Felipe Nasr                                      | 36     | 8    |
| 2016                                                                            | Sauber F1 Team                         | C35      | Ferrari 061 1.6 V6T      | P     | Marcus Ericsson Felipe Nasr                                      | 2      | 10   |
| 2017                                                                            | Sauber F1 Team                         | C36      | Ferrari 061 1.6 V6T      | P     | Marcus Ericsson Pascal Wehrlein Antonio Giovinazzi               | 5      | 10   |
| 2018                                                                            | Alfa Romeo Sauber F1 Team              | C37      | Ferrari 062 EVO 1.6 V6T  | P     | Marcus Ericsson Charles Leclerc                                  | 48     | 8    |
| W sezonach 2019–2023 zespół występował w Formule 1 pod nazwą Alfa Romeo Racing. |                                        |          |                          |       |                                                                  |        |      |
| 2024                                                                            | Stake F1 Team Kick Sauber              | C44      | Ferrari 066/12 1.6 V6T   | P     | Zhou Guanyu Valtteri Bottas                                      | 4      | 10   |
| 2025                                                                            | Stake F1 Team Kick Sauber              | C45      | Ferrari 066/12 1.6 V6T   | P     | Gabriel Bortoleto Nico Hülkenberg                                |        |      |